# Констанца Піпоте-Бурчіке
Констанца Піпоте-Бурчіке  (рум. Constanţa Pipotă-Burcică, 15 березня 1971) — румунська веслувальниця, олімпійська чемпіонка.

## Виступи на Олімпіадах
| Олімпіада      | Дисципліна                     | Місце |
| -------------- | ------------------------------ | ----- |
| Барселона 1992 | четвірка парна                 | 2     |
| Атланта 1996   | легка двійка парна             | 1     |
| Сідней 2000    | легка двійка парна             | 1     |
| Афіни 2004     | легка двійка парна             | 1     |
| Пекін 2008     | вісімка розстібна зі стерновим | 3     |